# Rosalina Berazaín
Rosalina E. Berazaín Iturralde (Rosalina de la Caridad Berazaín Iturralde) 21 de febrero de 1947 (78 años) es una botánica y fitogeógrafa cubana. Desarrolla actividades académicas en la "Facultad de Biología", de la Universidad de La Habana. Es la madre de su colega Fabiola Areces Berazaín (1975- ). Ha trabajado con el Jardín Botánico Nacional de Cuba, en La Habana.

## Algunas publicaciones

### Libros
- rosalina Berazaín. 2005. Lista roja de la flora vascular cubana. Volumen 4 de Documentos (Jardín Botánico Atlántico). 86 pp. Ed. Jardín Botánico Atlántico ISBN 849704198

- -----------------------. 2005. Desarrollo del proyecto botánico del bioma tropical caribeño. Cuadernos del Jardín Botánico Atlántico. Ed. Ayuntamiento de Gijón. 48 pp. ISBN 8497042174

- -----------------------. 2004. A new species of Purdiaea (Clethraceae) from Cuba. En: Willdenowia 34: 291-294 PDF (enlace roto disponible en Internet Archive; véase el historial, la primera versión y la última).

- -----------------------. 2004. A new species of Ouratea (Ochnaceae) from Cuba. En: Willdenowia 33: 183-186 PDF (enlace roto disponible en Internet Archive; véase el historial, la primera versión y la última).

- Ángela t. Leiva Sánchez, rosalina e. Berazaín Iturralde. 1992. Eremolepidaceae. Flora de la República de Cuba. Ed. Academia de Ciencias de Cuba. 80 pp.

- rené p. Capote, rosalina Berazaín Iturralde. 1984. Clasificación de las formaciones vegetales de Cuba. Ed. Jardín Botánico Nacional. 49 pp.

- rosalina Berazaín. 1979. Fitogeografía. Ed. Universidad, Facultad de Biología. 313 pp.

- l. alberto e. Areces Mallea, rosalina Berazaín Iturralde, johannes Bisse. 1976. Una nueva especie de Melocactus Link et Otto de Cuba. N.º 9 de Ciencias: Botánica. Ed. Centro de Información Científica y Técnica, Universidad de La Habana. 39 pp.

## Honores
Miembro de
- Sociedad Cubana de Botánica
- Academia de Ciencias de Cuba

- La abreviatura «Berazaín» se emplea para indicar a Rosalina Berazaín como autoridad en la descripción y clasificación científica de los vegetales.[1]